# كوستاس كوستا
كوستاس كوستا (باليونانية: Κώστας Κώστα)‏ (4 يناير 1969 بنيقوسيا في قبرص - ) هو لاعب كرة قدم قبرصي في مركز الوسط. شارك مع منتخب قبرص لكرة القدم. أما مع النوادي، فقد لعب مع أبولون ليماسول وأولمبياكوس نيقوسيا ونادي أبويل ونادي أوترخت.

## مسيرته الكروية
لعب كوستاس كوستا خلال مسيرته الاحترافية مع 4 أندية في أربعة عشر موسمًا وسجل خلالها 20 هدف ضمن 173 مباراة. حيث فاز في خمسة مواسم بالكأس وفي ثلاثة مواسم بالدوري.
خاض كوستاس كوستا مسيرته مع نادي أبويل في موسم 1989–90 ليلعب معه عشرة مواسم، مشاركًا في 122 مباراة سجل خلالها 16 هدفًا. ثم انتقل إلى نادي أوترخت في موسم 1998–99 لمدة موسم واحد، حيث شارك في 9 مباريات ولم يسجل أي هدف. لينتقل بعدها إلى نادي أبولون ليماسول في موسم 1999–00 لمدة موسم واحد، مشاركًا في 6 مباريات سجل خلالها هدفًا واحدًا. ثم انتقل إلى نادي أولمبياكوس نيقوسيا في موسم 2000–01 ولمدة موسمين، مشاركًا في 36 مباراة سجل خلالها 3 أهداف.

## وصلات خارجية
- كوستاس كوستا على موقع الاتحاد الأوربي (الإنجليزية)
- كوستاس كوستا على موقع قاعدة بيانات كرة القدم.إي يو (الإنجليزية)
- كوستاس كوستا على موقع ناشيونال فوتبول تيمز (الإنجليزية)